# Asianopis mediocris
Espèce
Synonymes
- Dinopis mediocris Kulczyński, 1908
- Deinopis mediocris Kulczyński, 1908

Asianopis mediocris est une espèce d'araignées aranéomorphes de la famille des Deinopidae.

## Distribution
Cette espèce est endémique de la province Morobe en Papouasie-Nouvelle-Guinée,. Elle se rencontre vers Sattelberg (en).

## Description
La carapace du mâle holotype mesure 3,6 mm de long sur 2,45 mm et l'abdomen 6,3 mm de long sur 2,7 mm.

## Systématique et taxinomie
Cette espèce a été décrite sous le protonyme Deinopis mediocris par Kulczyński en 1908. Elle est placée dans le genre Asianopis par Chamberland, Agnarsson, Quayle, Ruddy, Starrett et Bond en 2022.

## Publication originale
- Kulczyński, 1908 : « Araneae musei nationalis Hungarici in regionibus Indica et Australia a Ludovico Biro collectae. » Annals Historico-Naturales Musei Nationalis Hungarici, vol. 6, p. 428-494.